# Sara Bareilles
Sara Beth Bareilles (Eureka (Californië), 7 december 1979) is een Amerikaanse zangeres en pianiste. Ze behaalde in 2007 wereldwijd succes met haar single Love Song, die haar naar de top vijf van de Amerikaanse hitlijsten bracht. Ze wordt vergeleken met Delta Goodrem, Fiona Apple en Norah Jones, ondanks het feit dat ze nooit heeft "leren" zingen of piano spelen.

## Biografie

### Jeugd
Sara Bareilles werd geboren in Eureka, een plaatsje in Californië, in de Verenigde Staten. Op de middelbare school zat ze in schoolkoren en musicalproducties op school. Ze slaagde in juni 1998, waarbij ze werd verkozen tot "De Meest Getalenteerde Leerling" van haar jaar.
Bareilles ging naar de UCLA, waar ze deel uitmaakte van een a capellagroep "Awaken". Op tv verklaarde Bareilles dat ze al vroeg een bekende was van de band Maroon 5, zelfs al toen die nog bekend waren onder de naam "Kara's Flowers".

### Carrière
Nadat ze op de universiteit slaagde in 2002, trad Bareilles op in lokale bars en clubs, voordat ze ook bij grotere gelegenheden op ging treden. In 2004 verscheen ze in de film Girl Play als zangeres in een bar. Ze zong daarin het nummer "Undertow".
In januari 2004 bracht Sara haar debuutalbum "Careful Confessions" uit. Ze tekende een contract bij Epic Records op 15 april 2005. In 2006 werkte ze aan haar nieuwe album en trad ze op als openingsact van Marc Broussard tijdens zijn tour. In 2007 was ze de openingsact van Aqualung en Mika. Later dat jaar trad ze ook nog op tijdens tours van Maroon 5 en Paolo Nutini in de Verenigde Staten.
In juni 2007 werd haar single Love Song uitgebracht door iTunes. Haar album Little Voice deed het ook goed. Ook in Nederland begon Bareilles inmiddels door te breken, Love Song werd door Radio 538 verkozen tot Alarmschijf en werd ook Megahit bij 3FM.
In 2014 zong Sara tijdens de Emmy Awards het In Memoriam Tribute.
Sara schreef de muziek- en liedteksten van de succesvolle musical Waitress, waarin ze zelf bovendien de hoofdrol van Jenna vertolkte. Waitress is al in verschillende landen geproduceerd. Het bekendste nummer uit de musical is She used to be mine.

## Discografie

### Albums
| Album met eventuele hitnotering(en) in de Nederlandse Album Top 100 | Datum van verschijnen | Datum van binnenkomst | Hoogste positie | Aantal weken | Opmerkingen |
| ------------------------------------------------------------------- | --------------------- | --------------------- | --------------- | ------------ | ----------- |
| Careful confessions                                                 | 2004                  | -                     |                 |              |             |
| Little voice                                                        | 05-07-2007            | 17-05-2008            | 31              | 15           |             |

| Album met hitnotering(en) in de Vlaamse Ultratop 200 albums | Datum van verschijnen | Datum van binnenkomst | Hoogste positie | Aantal weken | Opmerkingen |
| ----------------------------------------------------------- | --------------------- | --------------------- | --------------- | ------------ | ----------- |
| Little voice                                                | 2007                  | 24-05-2008            | 43              | 5            |             |

### Singles
| Single met eventuele hitnotering(en) in de Nederlandse Top 40 | Datum van verschijnen | Datum van binnenkomst | Hoogste positie | Aantal weken | Opmerkingen                            |
| ------------------------------------------------------------- | --------------------- | --------------------- | --------------- | ------------ | -------------------------------------- |
| Love Song                                                     | 2008                  | 29-03-2008            | 5               | 18           | #17 in de Single Top 100 / Alarmschijf |
| Bottle It Up                                                  | 2008                  | 30-08-2008            | 33              | 5            |                                        |
| King of Anything                                              | 13-12-2010            | 12-02-2011            | 21              | 9            | #80 in de Single Top 100               |
| Uncharted                                                     | 2011                  | 07-05-2011            | tip4            | -            |                                        |
| Love Is Christmas                                             | 2014                  | -                     |                 |              | Nr. 83 in de Single Top 100            |

| Single met hitnotering(en) in de Vlaamse Ultratop 50 | Datum van verschijnen | Datum van binnenkomst | Hoogste positie | Aantal weken | Opmerkingen |
| ---------------------------------------------------- | --------------------- | --------------------- | --------------- | ------------ | ----------- |
| Love Song                                            | 2008                  | 17-05-2008            | 10              | 16           |             |